# Stadion Olimpijski w Aszchabadzie
Stadion Olimpijski w Aszchabadzie (turkm. Saparmyrat Türkmenbaşy adyndaky Olimpiýa Stadiony) – wielofunkcyjny stadion znajdujący się w stolicy Turkmenistanu, Aszchabadzie. Jego inauguracja nastąpiła w 2003 r. Najczęściej rozgrywają na nim swoje mecze drużyny piłkarskie, jednak inne sporty są tu również uprawiane. Stadion ma pojemność 30 tys. miejsc. W 2007 r. rząd podjął decyzję o rekonstrukcji stadionu w celu powiększenia jego pojemności. Nowa arena będzie mogła pomieścić do 60 tys. widzów.